# Будка 26 км
Будка 26 км — упразднённая железнодорожная будка в Клетнянском районе Брянской области России. На год упразднения входил в состав Надвинского сельского поселения.

## География
Находится в северо-западной части Брянской области на расстоянии приблизительно 11 км на восток-северо-восток по прямой от районного центра поселка Клетня у железнодорожной линии Жуковка-Клетня.

## История
Населенный пункт упоминался со второй половины XX века. Опустел уже в 1980-х годах. На карте 1941 года был отмечен как поселение с 4 дворами.
Исключён из учётных данных в 2022 году Законом Брянской области от 26.09.2022 № 71-З
«Об упразднении населенных пунктов Клетнянского, Комаричского, Навлинского и Почепского районов Брянской области».

## Население
| 2013 |
| ---- |
| 0    |

Численность населения не была учтена как в 2002 году, так и в 2010.